# Montnegre (Quart)
Montnegre es una entidad de población española del municipio de Quart, perteneciente a la provincia de Gerona, en la comunidad autónoma de Cataluña. En 2023, la entidad singular de población tenía empadronados diez habitantes.